# Красківська сільська рада
Краскі́вська сільська́ ра́да — адміністративно-територіальна одиниця та орган місцевого самоврядування в Ріпкинському районі Чернігівської області. Адміністративний центр — село Красківське.

## Загальні відомості
Красківська сільська рада утворена у 1975 році.
- Територія ради: 53,989 км²
- Населення ради: 707 осіб (станом на 2001 рік)

## Населені пункти
Сільській раді були підпорядковані населені пункти:
- с. Красківське
- с. Убіжичі

## Склад ради
Рада складалася з 12 депутатів та голови.
- Голова ради: Савенко Світлана Володимирівна
- Секретар ради: Смоліговець Валентина Володимирівна

### Керівний склад попередніх скликань
| Прізвище, ім'я, по батькові    | Основні відомості                                                         | Дата обрання | Дата звільнення |
| ------------------------------ | ------------------------------------------------------------------------- | ------------ | --------------- |
| Савенко Світлана Володимирівна | Сільський голова, 1969 року народження, освіта вища, позапартійна         | 26.03.2006   | 31.10.2010      |
| Савенко Світлана Володимирівна | Сільський голова, 1969 року народження, освіта вища, член Партії регіонів | 31.10.2010   |                 |

Примітка: таблиця складена за даними сайту Верховної Ради України

### Депутати
За результатами місцевих виборів 2010 року депутатами ради стали:

#### За суб'єктами висування
| Суб'єкт висування                                       | Кількість обраних депутатів | %    |
| ------------------------------------------------------- | --------------------------- | ---- |
| Партія регіонів                                         | 5                           | 41,7 |
| Політична партія Всеукраїнське об'єднання «Батьківщина» | 4                           | 33,3 |
| Самовисування                                           | 2                           | 16,7 |
| Комуністична партія України                             | 1                           | 8,3  |

#### За округами
| № округу                                                | Прізвище, ім'я, по батькові         | Дата визнання обраним | Освіта  | Партійна приналежність                        | Відомості про обраного депутата                                 |
| ------------------------------------------------------- | ----------------------------------- | --------------------- | ------- | --------------------------------------------- | --------------------------------------------------------------- |
| Комуністична партія України                             |                                     |                       |         |                                               |                                                                 |
| 4                                                       | Заровний Микола Іванович            | 04.11.2010            | вища    | позапартійний                                 | Красківський сільський клуб, завідувач                          |
| Партія регіонів                                         |                                     |                       |         |                                               |                                                                 |
| 5                                                       | Заровний Михайло Григорович         | 04.11.2010            | середня | член Партії регіонів                          | пенсіонер                                                       |
| 6                                                       | Косєєва Катерина Сергіївна          | 04.11.2010            | середня | член Партії регіонів                          | тимчасово не працює                                             |
| 8                                                       | Коленіченко Тамара Михайлівна       | 04.11.2010            | вища    | член Партії регіонів                          | Петрушівське сільське споживче товариство, бухгалтер            |
| 10                                                      | Вечірська Ніна Іванівна             | 04.11.2010            | вища    | член Партії регіонів                          | Убіжицький сільський будинок культури, директор                 |
| 11                                                      | Губар Юрій Васильович               | 04.11.2010            | вища    | член Партії регіонів                          | Ріпкинське «Агролісгосп», лісник                                |
| Політична партія Всеукраїнське об'єднання «Батьківщина» |                                     |                       |         |                                               |                                                                 |
| 1                                                       | Обитоцька Тамара Василівна          | 04.11.2010            | вища    | член Всеукраїнського об'єднання «Батьківщина» | Красківська сільська рада, прибиральниця                        |
| 3                                                       | Смоліговець Валентина Володимирівна | 04.11.2010            | вища    | член Всеукраїнського об'єднання «Батьківщина» | Красківська сільська рада, секретар сільської ради та виконкому |
| 7                                                       | Обитоцька Ніна Віталіївна           | 04.11.2010            | вища    | член Всеукраїнського об'єднання «Батьківщина» | загальноосвітня школа с. Петруші, вчитель                       |
| 9                                                       | Вечірський Олександр Михайлович     | 04.11.2010            | середня | член Всеукраїнського об'єднання «Батьківщина» | тимчасово не працює                                             |
| Самовисування                                           |                                     |                       |         |                                               |                                                                 |
| 2                                                       | Гіневська Ніна Данилівна            | 04.11.2010            | вища    | позапартійна                                  | пенсіонер                                                       |
| 12                                                      | Літошко Олексій Миколайович         | 04.11.2010            | середня | позапартійний                                 | ГУ МНС смт. Ріпки, водій                                        |